# Estación de Salamanca
Az Estación de Salamanca egy vasútállomás Spanyolországban, Salamanca településen.

## Vasútvonalak
Az állomást az alábbi vasútvonalak érintik:
- Medina del Campo–Vilar Formoso-vasútvonal
- Ávila-Salamanca-vasútvonal
- Plasencia-Astorga-vasútvonal

## Kapcsolódó állomások
A vasútállomáshoz az alábbi állomások vannak a legközelebb:
- Valdunciel train station

## Képek

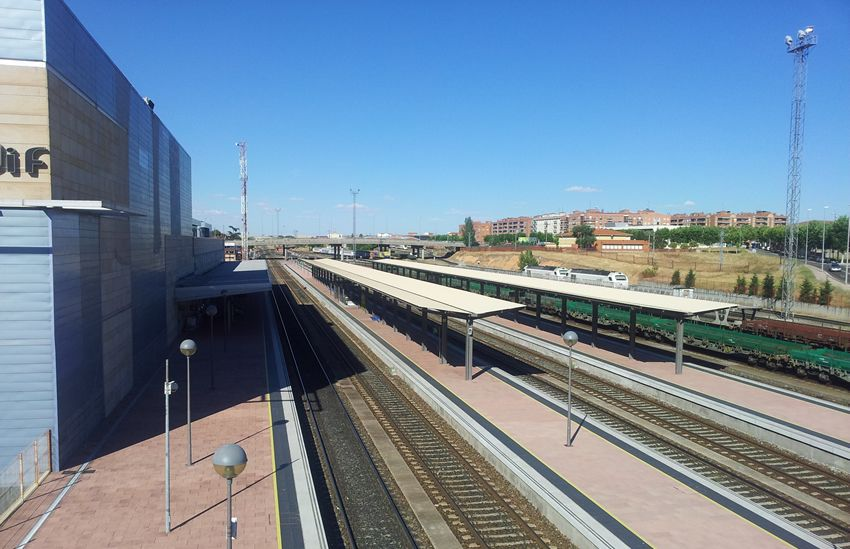
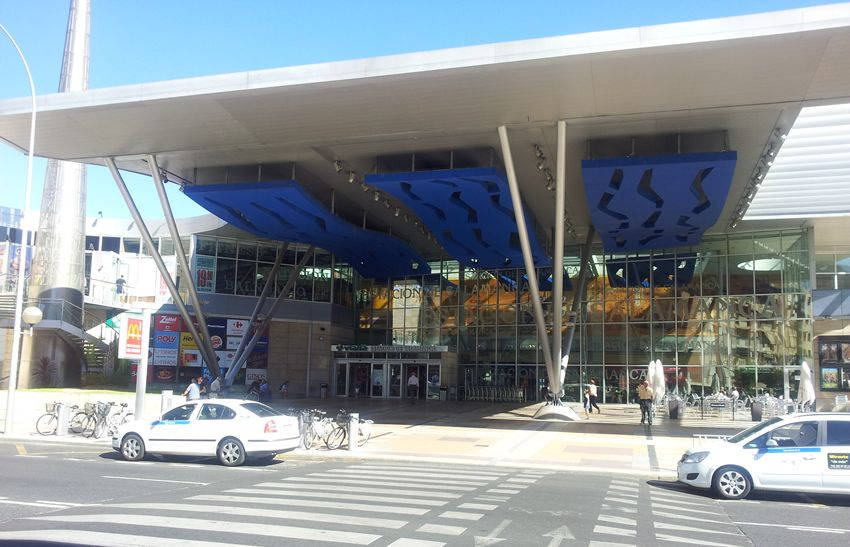
Az állomás bejárata
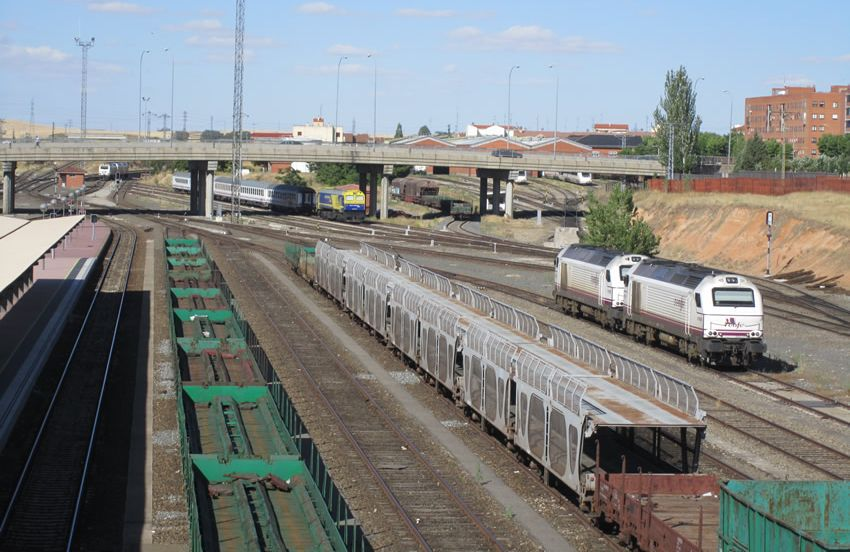
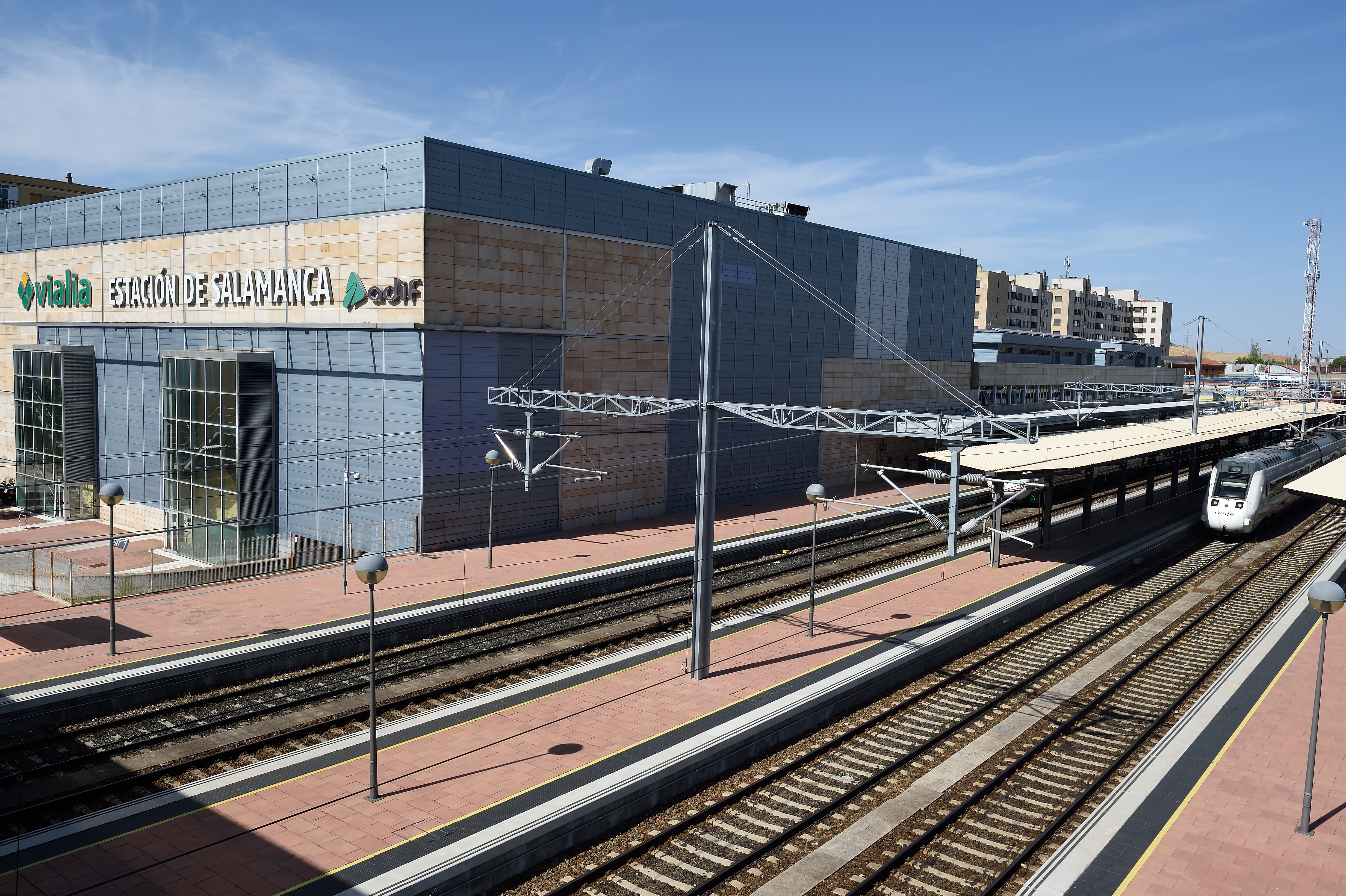
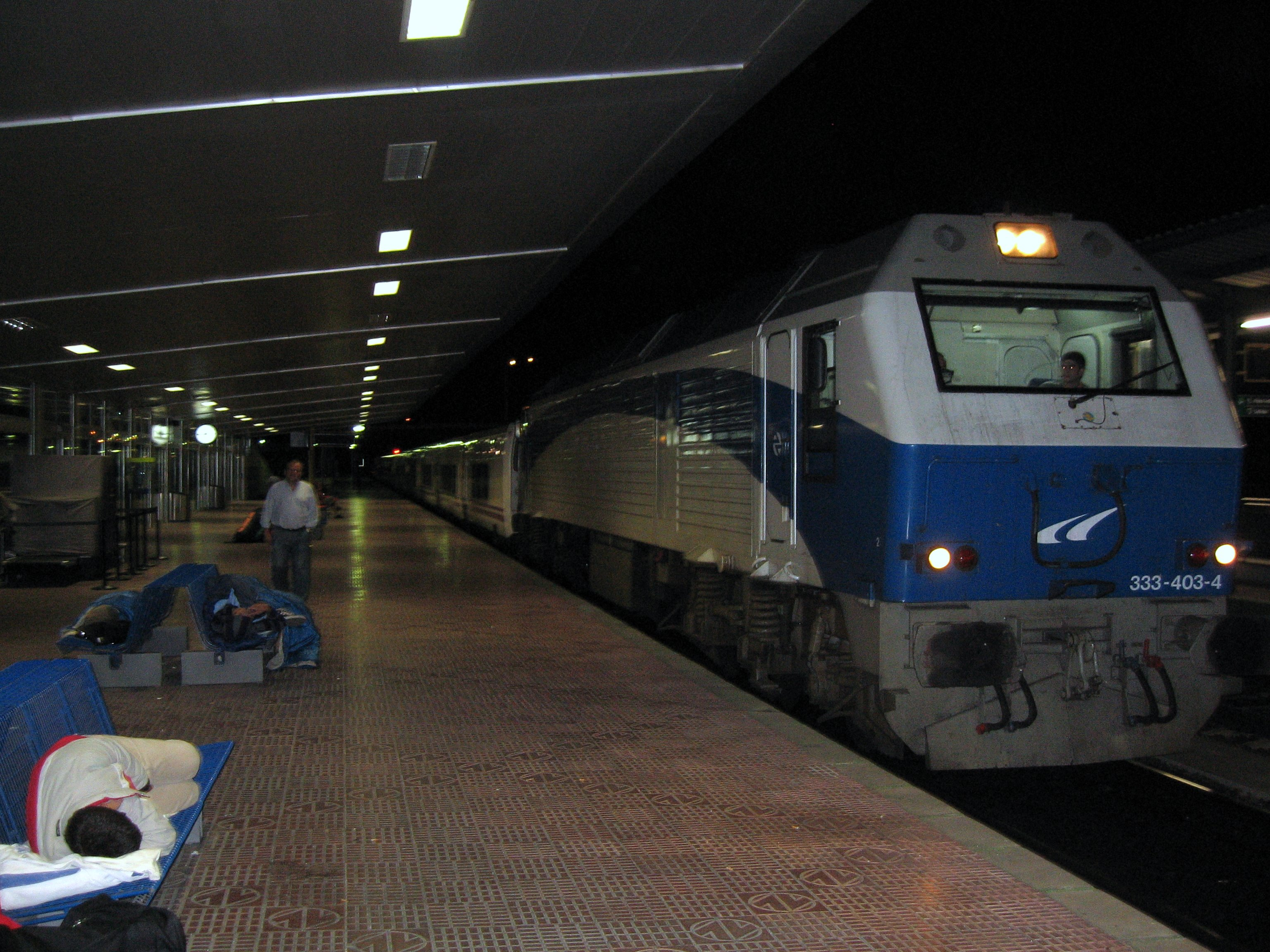
A Trenhotel Lusitania éjszakai vonat az állomáson